# マルクス・リウィウス・ドルスス (護民官)
マルクス・リウィウス・ドルスス（ラテン語: Marcus Livius Drusus、 - 紀元前91年）は共和政ローマ後期の政務官。紀元前91年に護民官となって各種法案を提出したが、そのことで同盟市戦争を招いたとされる。

## 出自
プレブス（平民）のリウィウス氏族出身。父は紀元前112年の執政官、マルクス・リウィウス・ドルススと思われる。父の女きょうだいはプブリウス・ルティリウス・ルフスと結婚している。小カエピオとは女きょうだいをお互いに妻としあった親友であったが、後に個人的諍いから敵対した。

## 経歴

### 早期のキャリア
トリブヌス・ミリトゥムに就任していたことが碑石から判明しており、紀元前105年前後と考えられている。続いて碑石からは、セルウィウス・トゥッリウスによって定められた、握取行為を経て得られた手中物に関する裁判での10人の裁判官の一人となっていたことが分かるが、これは紀元前104年頃ではないかと考えられている。
紀元前102年頃、クァエストルに就任した。プロウィンキア（職能範囲）の小アシアへ派遣されたが、あえて簡素なものを身につけていたという。紀元前94年頃にアエディリスに選出されたと考えられ、派手な祝祭を行って民衆を楽しませたというが、同僚のレンミウスの提案に対しては冷淡に、「我々の共和国が貴官と何か関係があるのか？」と応えたという。
彼が幼少の小カト兄妹を預かっていたときのエピソードを、プルタルコスが書き残している。それによると、彼はその雄弁と思慮深さから政界でもリーダー的存在だったといい、マルシ人のリーダー、クィントゥス・ポッパエディウス・シロとも交友関係があり、同盟市戦争前にシロを自分の家で数日間世話していたことがあるという。このようなホスピティウム（互助関係）は王政ローマ時代からの伝統であり、ローマ人と他の民族のエリート同士の間で結ばれ、例えばティトゥス・マンリウス・トルクァトゥス (紀元前235年の執政官)とマルシ人との間に互助関係があったことも、そのことを示す青銅版の発見によって判明している。

### 護民官
紀元前91年、護民官に選出されると、審問所の審判人に関する法（Lex Livia iudiciaria）、土地分配法（Lex Livia agraria）、同盟市に市民権を付与する提案（Rogatio Livia de civitate sociis danda）などを打ち出した。ティトゥス・リウィウスの梗概によれば、野心家の彼は、審判人の地位をエクィテスから奪おうとしていた元老院に協力して人々を煽ったとし、同盟市にローマ市民権を与える代わりに彼の法案成立に協力させたものの、約束を破ったためにイタリック人が怒り、同盟市戦争の原因となったために元老院から見放され、暗殺されたという。
彼は、長年にわたってプリンケプス・セナトゥス（元老院第一人者）に指名されていたマルクス・アエミリウス・スカウルスの派閥（factio）に属していた。おじのプブリウス・ルフスは紀元前92年、恐喝審問所（quaestio de repetundis）の属州における不当利得返還裁判で有罪判決を受けており、これがドルススの審判人構成員改革の動機で、スカウルスの支持を得ていたと考えられている。この派閥には、他にも雄弁家で知られるルキウス・リキニウス・クラッススらが属しており、ドルススの巧妙な立法には彼らサポートがあったと思われる。

#### リウィウス法
- Lex Livia de coloniis deducendis（植民市建設に関するリウィウス法）。紀元前122年に護民官だった彼の父が成立させた植民市建設に関する提案の復活[18]
- Rogatio Livia de civitate sociis danda（同盟市の市民権付与に関するリウィウスの提案（？））。イタリック人に約束したとされるが、公布されたか疑わしい[19]
- Lex Livia nummaria（リウィウス硬貨法）[19]
- Lex Livia frumentaria（リウィウス穀物供給法）。恐らく供給価格の値下げを提案[20]
- Lex Livia iudiciaria（リウィウス審判人法）[21]
- Lex Livia agraria（リウィウス農地法）[22]

### 古代の史料
- シケリアのディオドロス『歴史叢書』。
- ティトゥス・リウィウス『ローマ建国史』。
- 松原俊文[訳]「史料翻訳 ローマ共和政偉人伝 De viris illustribus urbis Romae[含 解題]」『地中海研究所紀要』第4巻、早稲田大学地中海研究所、2006年、1-64頁、hdl:2065/37355 。

### 現代の研究
- Giovanni Rotondi (1912). Leges publicae populi romani. Società Editrice Libraria
- T. R. S. Broughton (1951, 1986). The Magistrates of the Roman Republic Vol.1. American Philological Association
- T. R. S. Broughton (1952). The Magistrates of the Roman Republic Vol.2. American Philological Association
- Ernst Badian (1957). “Caepio and Norbanus: Notes on the Decade 100-90 B.C.”. Historia (Franz Steiner Verlag) 6 (3):  318-346. JSTOR 4434533.
- E. J. Weinrib (1970). “The Judiciary Law of M. Livius Drusus (tr. pl. 91 B.C.)”. Historia (Franz Steiner Verlag) 19 (4):  414-443. JSTOR 4435152.
- Fiona C. Tweedie (2011). “Caenum aut caelum: M. Livius Drusus and the Land”. Mnemosyne (Brill Academic Publishers) 64 (4):  573-590. JSTOR 23054388.
- John R. Patterson、藤井崇[訳]「都市ローマとイタリアの支配階層--友誼・血縁関係とその重要性」『西洋古代史研究』第6巻、京都大学大学院文学研究科西洋史学専修、2006年、1-16頁、hdl:2433/134833。
- 吉原達也「宮崎道三郎博士講述『比較法制史』緒言及び第一部 羅馬法制史」『日本法學』第84巻第4号、日本大学法学研究所、2019年、303-387頁。